# Кайнса
Кайнса (исп. Cainsa) — населённый пункт на севере Уругвая, на территории департамента Артигас.

## География
Расположен в северной части департамента, к югу от ручья Итакумбу, на расстоянии приблизительно 105 километров (по прямой) к западу от города Артигаса, административного центра департамента. Абсолютная высота — 65 метров над уровнем моря. Через Кайнсу проходит национальная автомагистраль № 3.

## Население
По данным переписи 2011 года, численность населения составляла 355 человек (181 мужчина и 174 женщины). Имелось 127 домов. Динамика численности населения Кайнсы по годам:
| Год  | Население |
| ---- | --------- |
| 2004 | 420       |
| 2011 | 355       |